# Baorangia bicolor
El Baorangia bicolor, también conocido como bolete bicolor o bolete rojo y amarillo por su coloración bicolor de rojo y amarillo, es un hongo comestible del género Baorangia. Habita en la mayor parte del este de Norteamérica, principalmente al este de las Montañas Rocosas y en temporada durante los meses de verano y otoño, pero puede encontrarse en todo el mundo, en China y Nepal. El cuerpo de su fruto, la seta, está clasificado como de tamaño mediano o grande, lo que ayuda a distinguirlo de las muchas especies de apariencia similar que tienen una estatura más pequeña. Un hematoma azul intenso/índigo en la superficie de los poros y un cambio de coloración menos dramático en el tallo durante varios minutos son características identificativas que la distinguen de la especie venenosa similar Boletus sensibilis. Existen dos variaciones de esta especie, la variedad borealis y la variedad subreticulatus, y otras muchas especies similares de hongos no son venenosas.

## Taxonomía y denominación
El Baorangia bicolor fue nombrada originalmente en 1807 por el botánico italiano Giuseppe Raddi. El micólogo estadounidense Charles Horton Peck nombró Boletus bicolor a una especie recolectada en Sand Lake, Nueva York, en 1870. Aunque esta denominación se considera ilegítima debido al artículo 53.1 del Código Internacional de Nomenclatura Botánica, Peck sigue figurando como autoridad en la monografía de boletes norteamericanos de Bessette et al. (2000) Boletus bicolor (Raddi) no es sinónimo de «Boletus bicolor» Peck. El Boletus bicolor de Peck describe la especie del este de Norteamérica que es el conocido «bolete bicolor», mientras que el Boletus bicolor de Raddi describe una especie europea separada que se ha perdido para la ciencia. Este conflicto taxonómico aún no se ha resuelto. En 1909 una especie encontrada en Singapur fue denominada Boletus bicolor por George Edward Massee; esta denominación es ilegítima y es sinónimo de Boletochaete bicolor según Singer. Los estudios moleculares descubrieron que Boletus bicolor no estaba estrechamente relacionado con la especie tipo de Boletus, Boletus edulis, y en 2015 Alfredo Vizzini transfirió Boletus bicolor al género Baorangia. El nombre botánico original de este bolete bicolor se derivó de las palabras latinas bōlētus, que significa «seta», y bicolor, que significa «que tiene dos colores».

## Descripción

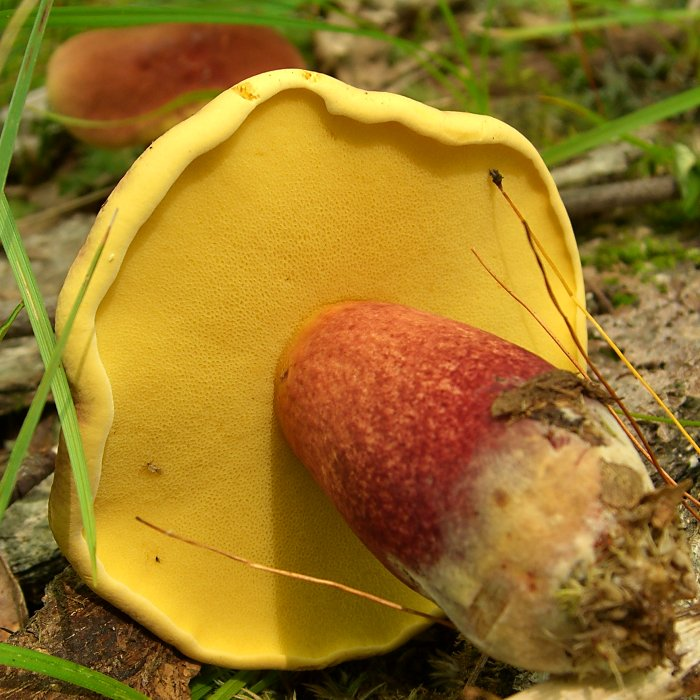
La superficie de los poros de B. bicolor es de color amarillo brillante.

El color del sombrero del bolete bicolor varía del rojo claro y casi rosado al rojo ladrillo. La coloración más común es el rojo ladrillo cuando madura. El sombrero suele tener una anchura de entre 5 cm y 15 cm, con poros amarillos brillantes por debajo. El boletus bicolor es uno de los varios tipos de boletus que tienen la inusual reacción de que la superficie de los poros produce un azul oscuro/índigo cuando se lesiona, aunque la reacción es más lenta que con otros boletus azulados. Cuando se expone la carne, también se vuelve azul oscuro, pero de forma menos drástica que la superficie de los poros. Los cuerpos fructíferos jóvenes tienen superficies de poros de color amarillo brillante que se vuelven lentamente de un amarillo apagado en la madurez.
El tallo del bolete bicolor tiene una longitud de 5 cm a 10 cm y una anchura de 1 cm a 3 cm. La coloración del tallo es amarilla en el ápice y rojo o rojo rosado en los dos tercios inferiores. Cuando se lesiona, se pone azul muy lentamente y en algunos casos apenas cambia de color. El tallo carece de anillo y de velo parcial.

### Características microscópicas
El depósito de esporas del bolete bicolor es de color marrón oliva. Vistas al microscopio, las esporas son de ligeramente oblongas a ventricosas en vista frontal; vistas de perfil, las esporas son de aproximadamente inequilaterales a oblongas y presentan una depresión suprahiliar poco profunda. Las esporas tienen un aspecto casi hialino (translúcido) a ocre pálido cuando se montan en solución de hidróxido de potasio (KOH), tienen una superficie lisa y miden 8-12 por 3,5-5 μm. La trama tubular es divergente y gelatinosa, se origina a partir de un único filamento central, no amiloide, y a menudo se tiñe de color amarillo-marrón cuando se coloca en hidróxido de potasio diluido (KOH).

### Pruebas químicas
Otros métodos de identificación son las pruebas químicas. Con la aplicación de FeSO4 a la cutícula del sombrero (pileipellis), ésta adquiere un color gris oscuro, casi negro, y con la aplicación de hidróxido de potasio o NH4OH tiene una coloración negativa. El contexto se tiñe de gris azulado a verde oliva cuando se le aplica FeSO4, de naranja pálido a amarillo pálido con la aplicación de KOH, y negativo con la aplicación de NH4OH.

## Comestibilidad
El boleto bicolor es una seta comestible, aunque algunos pueden tener una reacción alérgica tras su ingestión que provoque malestar estomacal. La seta tiene un sabor muy suave o nulo aunque se dice que tiene un sabor muy característico como el del bolete rey. Se puede cocinar de varias maneras, y el color variable de la tapa se puede utilizar para determinar si el hongo está listo para ser comido. Si el sombrero es de un rojo más claro, entonces está menos maduro y se encuentra en una fase en la que a menudo está infestado de larvas o puede ser de carne blanda, en algunos casos ambas cosas. El sombrero debe tener un color rojo ladrillo oscuro cuando es seguro comerlo. Secar el bolete bicolor es un buen método para almacenarlo. Es importante tener en cuenta el tiempo que tarda el bolete bicolor en magullarse a la hora de identificarlo para el consumo; la seta debería tardar varios minutos en magullarse en comparación con la magulladura instantánea del Boletus sensibilis, que es venenoso y tiene muchas de las mismas características visuales del bolete bicolor.

## Distribución y hábitat
El bolete bicolor se distribuye desde el sureste de Canadá y la región de los Grandes Lagos, principalmente al este de las Montañas Rocosas, hasta el sur de la península de Florida, y hasta el Medio Oeste hasta Wisconsin. Se suele encontrar en bosques caducifolios y suele crecer debajo o cerca de árboles de hoja ancha, especialmente robles. Se puede encontrar de forma aislada y en grupos o racimos, principalmente durante los meses de junio a octubre. El boleto bicolor también se encuentra en China y Nepal, donde es una de las setas más utilizadas de las más de 200 especies de setas comestibles que se utilizan en Nepal. Esta distribución inusual de la bolete bicolor y otras setas se conoce como la disyunción de Grayan; el fenómeno se caracteriza por una especie que vive en un continente o isla y luego también en el otro lado del mundo sin que haya especímenes de la especie viviendo entre los hábitats específicos. La disyunción de Grayan no es infrecuente entre los hongos.

## Especies similares

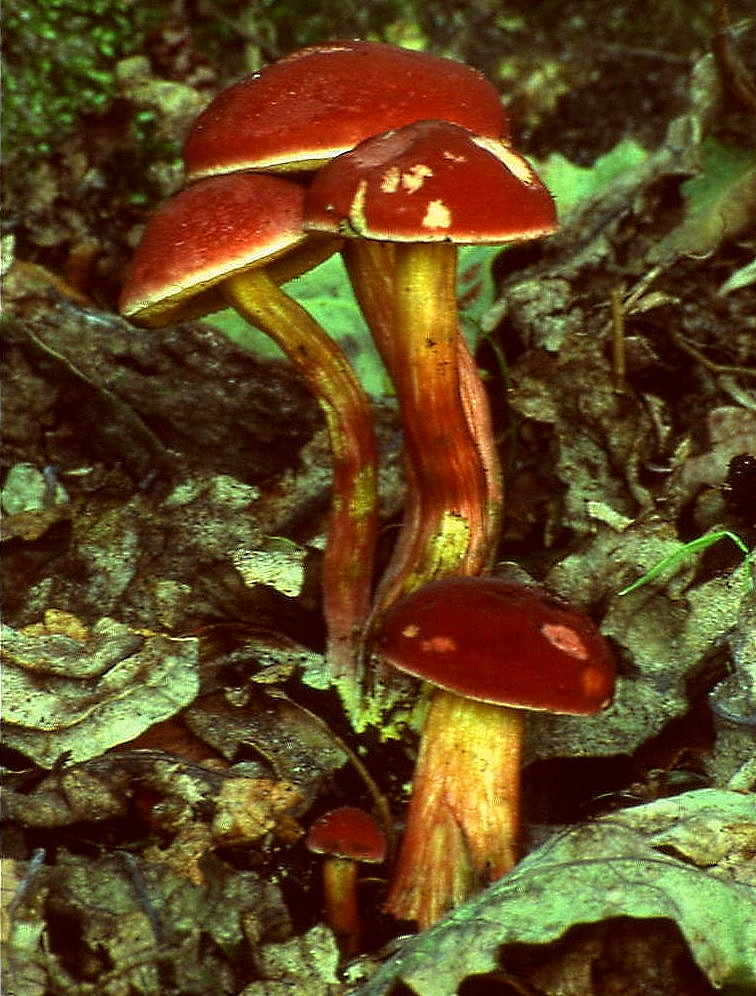
Hortiboletus rubellus

El boletus bicolor tiene varias especies parecidas y las diferencias son mínimas en la mayoría de los casos. El Boletus sensibilis difiere del bolete bicolor en que tiene una reacción inmediata a la contusión y es venenoso, causando malestar estomacal si se ingiere y, en algunos casos, una reacción alérgica grave. El B. miniato-olivaceus tiene un tallo completamente amarillo y una coloración del sombrero ligeramente más clara. También tiene una reacción más inmediata a las magulladuras que el bolete bicolor y el tallo es ligeramente más largo en proporción al sombrero. B. peckii se diferencia del bolete bicolor por tener un tamaño medio más pequeño, un sombrero rojo rosado que se vuelve casi marrón con la edad, carne de color más pálido y un sabor amargo. El B. speciosus se diferencia del bolete bicolor por tener un tallo completamente reticulado, colores más brillantes y esporas cilíndricas muy estrechas. Se ha descubierto que el Hortiboletus rubellus subsp. rubens y el bolete bicolor casi no tienen diferencias entre ellos, y no se pueden distinguir sólo por su apariencia. El Boletus bicoloroide es muy similar al bolete bicolor, las principales diferencias entre ellos son que el B. bicoloroide sólo se ha encontrado en Michigan y tiene esporas más grandes. El B. bicoloroide también es ligeramente más grande que el bolete bicolor, alrededor de 1 cm (0,4 pulgadas) más largo en el tallo y 1 cm (0,4 pulgadas) en el sombrero. Esta especie no se ha investigado tan a fondo como el bolete bicolor, por lo que se desconocen las pruebas macroquímicas, la comestibilidad, el área de distribución y el color de impresión de las esporas.

## Variedades
Existen dos variedades del boletus bicolor: borealis y subreticulatus. Ambas variedades tienen un hábitat muy similar al de la especie principal, salvo que parecen limitarse únicamente al continente norteamericano. Ambas variedades también tienen una coloración ligeramente diferente a la del bolete bicolor, tienen poros más profundos y no se consumen con tanta frecuencia ni se utilizan en recetas regionales.

### Variedadborealis
La variedad borealis tiene un esquema de color ligeramente más oscuro que la especie principal. La coloración en general es más oscura; el sombrero puede variar de un rojo manzana brillante a un rojo ladrillo oscuro con la madurez, hasta casi púrpura en algunos casos. La superficie de los poros tiene una coloración que varía del rojo anaranjado al rojo y se vuelve rojo marrón apagado con la edad. La coloración de las magulladuras es verde azulado y la impresión de las esporas es marrón oliva. La distribución de la variedad borealis es relativamente pequeña, desde Michigan hasta la parte alta de los estados de Nueva Inglaterra. La distribución y coloración similares a las de Boletus carminiporus ha hecho que se confundan ambas. Nuevas pruebas moleculares demuestran que borealis no está estrechamente relacionada con Baorangia bicolor var. bicolor.

### Variedadsubreticulatus
La variedad subreticulatus, al igual que la variedad borealis, tiene una coloración generalmente más oscura que la bolete bicolor, pero varía mucho más que ambas. En estado fresco, la coloración del sombrero varía entre el rojo rosado, el rojo, el rosa rosado, el rojo oscuro y el rojo púrpura. Con la edad cambia a un color rojo canela o rosa oxidado, con amarilleamiento hacia el margen. La superficie de los poros es similar a la de la especie principal: amarilla cuando está fresca y con la edad cambia a un amarillo ocre apagado; la coloración de las magulladuras es azul, pero es mucho más clara y a veces no parece manchar en absoluto. La huella de la espora es marrón oliva. La distribución de la variedad subreticulatus es muy similar a la distribución del bolete bicolor en Norteamérica, y aparece al norte hasta el este de Canadá y al sur hasta Florida, y al oeste hasta Wisconsin.